# گاومرغ جارزن
گاومرغ جارزن (نام علمی: Molothrus rufoaxillaris) یک انگل زادآور اجباری متعلق به خانواده سیاه‌پرگان است و در آمریکای جنوبی  یافت می‌شود. معمولاً به عنوان پرنده گاومرغ نوک‌کوتاه نیز شناخته می‌شود. 